# Сич Олексій Миколайович
Олексій Миколайович Сич (нар. 1 квітня 2001, село Зоря, Рівненська область, Україна) — український футболіст, захисник львівських «Карпат» та збірної України. Бронзовий призер молодіжного чемпіонату Європи 2023 у складі збірної України U-21.

## Життєпис
Народився в селі Зоря Рівненської області. Під час навчання в 7-му класі школи побував на перегляді в «УФК-Карпати», команді підійшов, але за рішенням батьків залишився вдома. Наступного року опинився в структурі львівського клубу, першим тренером Сича став Володимир Безуб'як. Через три роки навчання отримав важку травму. Швидко пройшов шлях від юнацької команди «левів» до першої команди. В основному складі львівського клубу дебютував 14 березня 2020 року в нічийному (1:1) виїзному поєдинку 23-го туру Прем'єр-ліги проти «Львова». Олексій вийшов на поле в стартовому складі, а на 71-й хвилині його замінив Ярослав Деда. Всього у складі «зелено-білих» зіграв 2 матчі в Прем'єр-лізі.
На початку жовтня 2020 року залишив львівські «Карпати» та перейшов до галицьких одноклубників. У новій команді дебютував 9 жовтня 2020 року в переможному (1:0) домашньому поєдинку 6-го туру групи А Другої ліги проти «Оболоні-2». Сич вийшов на поле на 73-й хвилині, замінивши Ігора Поручинського.

## Особисте життя
Батько Микола Сич грав на аматорському рівні за рівненський «Верес» та ОДЕК з Оржева.

## Статистика

### Статистика виступів за збірну
Станом на 20 березня 2025 року
| Дата       | Місто    | Господарі | Результат | Гості   | Турнір                                    | Голи | Примітки |
| ---------- | -------- | --------- | --------- | ------- | ----------------------------------------- | ---- | -------- |
| 19-11-2024 | Тирана   | Албанія   | 1 – 2     | Україна | Ліга націй УЄФА 2024—2025 - груповий етап | -    | 76'      |
| 20-03-2025 | Марбелья | Україна   | 3 – 1     | Бельгія | Ліга націй УЄФА 2024—2025 - плей-оф       | -    | 25' 62'  |
| Усього     |          | Матчів    | 2         |         | Голів                                     | 0    |          |

## Досягнення
Молодіжна збірна України:
 Бронзовий призер молодіжного чемпіонату Європи: 2023